# Еланское болото
Еланское болото — ландшафтный заказник на территории Камышловского района Свердловской области, Россия.

## Географическое положение
Еланское болото расположено на границе муниципального образования «Камышловский район» Свердловской области с Курганской областью, между рекой Пышма и рекой Исеть. Болото площадью 30 км². В части труднопроходимо, глубиной свыше 2 метров. Еланское болото примыкает к Пышминскому болоту с востока, к Катайскому болоту с юга.

## Описание
Болото — место гнездования журавлей.